# Лоренсо Казанова
Лоренцо Казанова Руїз (ісп. Lorenzo Casanova Ruiz; 14 березня 1844 — 23 березня 1900) — іспанський художник-костумбрист (в основному історичних сцен) і викладач мистецтва.

## Життєпис
Лоренцо Казанова народився 14 березня 1844 року в місті Алькой. Його батько був м'ясником. Навчався в Королівська Академія мистецтв Сан Карлос, пізніше, після того як отримав грант на навчання, навчався в Королівській академії витончених мистецтв Сан-Фернандо. На деякий час переїхав до Італії, проте після смерті батька повернувся додому в Алькой, і почав працювати викладачем мистецтва.
Був нагороджений титулом «лицар» та Орденом Ізабелли Католички.